# Osiedle Jana Zamoyskiego
Osiedle Jana Zamoyskiego w Zamościu – dzielnica (jednostka pomocnicza gminy), w mieście Zamość. Jest położona w jego wschodniej części, na tzw. Nowym Mieście. W obrębie jej granic znajduje się kilka odrębnych osiedli mieszkaniowych, głównie z zabudową wielorodzinną (blokami):
- osiedle Bohaterów Monte Cassino – bloki przy ulicach: Bohaterów Monte Cassino i Infułacka
- osiedle M. Konopnickiej – bloki-wieżowce przy ul. S. Wyszyńskiego (pozostała, mniejsza część osiedla o tej nazwie - bloki-klatkowce - znajduje się w sąsiedniej od południa dzielnicy „Osiedle Partyzantów”)
- osiedle Małe Ciche – bloki przy ulicy Hrubieszowskiej
- osiedle Zakole – bloki przy ulicy J. Zamoyskiego
- osiedle J. Zamoyskiego – bloki przy ulicach: J. Zamoyskiego oraz Stefana Wyszyńskiego. Jest to jedno z największych zamojskich osiedli będące przykładem urbanistyki późnego modernizmu, którego generalnym projektantem był Bohdan Jezierski. Powstawało w latach 80. XX wieku, jako jedyne z kilku projektów przygotowanych w ramach ówczesnego rządowego programu „PR – 5”[1][2]. Składa się z sześciu charakterystycznych części, nazywanych ze względu na kolor pod oknami, na zewnętrznych ścianach bloków:
  - „pomarańczowe”.
  - „niebieskie” i
  - „zielone” przy ul. J. Zamoyskiego

oraz
- - „brązowe”.
  - „żółte” i
  - „fioletowe” przy ul. S. Wyszyńskiego. Pomiędzy nimi wybudowano kładki dla pieszych (rozebrane m.in. w 2017 roku, pozostała tylko jedna na os. "fioletowym"). Każda taka część składa się z jednego, 8-piętrowego wieżowca oraz kilku niższych bloków, przeważnie dwu- i trzypiętrowych.

W granicach tej dzielnicy znajdują się również domy jednorodzinne, głównie przy ul. Hrubieszowskiej, Prostej, Wesołej i M. Bołtucia (przy południowej granicy z Os. Partyzantów). 
Przez dzielnicę przebiegają główne ulice miasta – ul. Legionów (Obwodnica Hetmańska), ul. Hrubieszowska oraz dwupasmowe ulice: S. Wyszyńskiego i Odrodzenia. Północna granica dzielnicy to linia kolejowa.
Funkcjonuje tu jedna szkoła podstawowa (nr 4), jedna szkoła ponadpodstawowa (Zespół Szkół Ponadpodstawowych nr 3 - tzw. „elektryk” im. Armii Krajowej z technikum elektrycznym i IV LO), Instytuty: Przyrodniczo-Techniczny oraz Nauk Ekonomicznych Uczelni Państwowej w Zamościu.
Przy „elektryku” zlokalizowana jest kryta pływalnia zamojskiego OSiR-u, a na osiedlu J. Zamoyskiego większe boisko.
Jedyny kościół rzymskokatolicki na terenie tej dzielnicy to kościół pw. Matki Bożej Królowej Polski, w pobliżu którego znajduje się niewielka cerkiew pw. św. Mikołaja Cudotwórcy. Przy kościele mieści się Kuria Diecezjalna, a wraz z nią mało znane w mieście Muzeum Diecezjalne diecezji zamojsko-lubaczowskiej.
Dostępnych jest tu kilka marketów i supermarketów (Kaufland, Biedronka, PSS Społem „Lux”, Delikatesy Centrum, Stokrotka) oraz CH E.Leclerc (początkowo CH Echo, później CH Atrium; dawniej działał tu także supermarket Nomi). Ważniejszymi obiektami Zamościa w granicach tej dzielnicy są nowy gmach Sądów Rejonowego i Okręgowego (przeniesionych w 2017 roku) przy ul. S. Wyszyńskiego, Archiwum Państwowe (ul. Hrubieszowska), główny przystanek przewoźników prywatnych przy ulicy Gminnej (w pobliżu dworca autobusowego, jaki znajduje się po jej wschodniej stronie w granicach Os. Słoneczny Stok) oraz nowy przystanek kolejowy Zamość Wschód przy ul. J. Zamoyskiego (os. Zakole).
Sporą część tej dzielnicy zajmują tereny niezabudowane, głównie użytki rolne (na wschód od ul. Legionów) oraz tereny trawiaste z nielicznymi działkami (przy linii kolejowej, na zachód od osiedla Zakole). Znajdują się tu także obiekty magazynowo-składowe firm prowadzących roboty drogowe (północno-wschodnia część), a przy ul. Boh. Monte Cassino teren dawnego zakładu produkcji odzieży „Delia”.

## Galeria

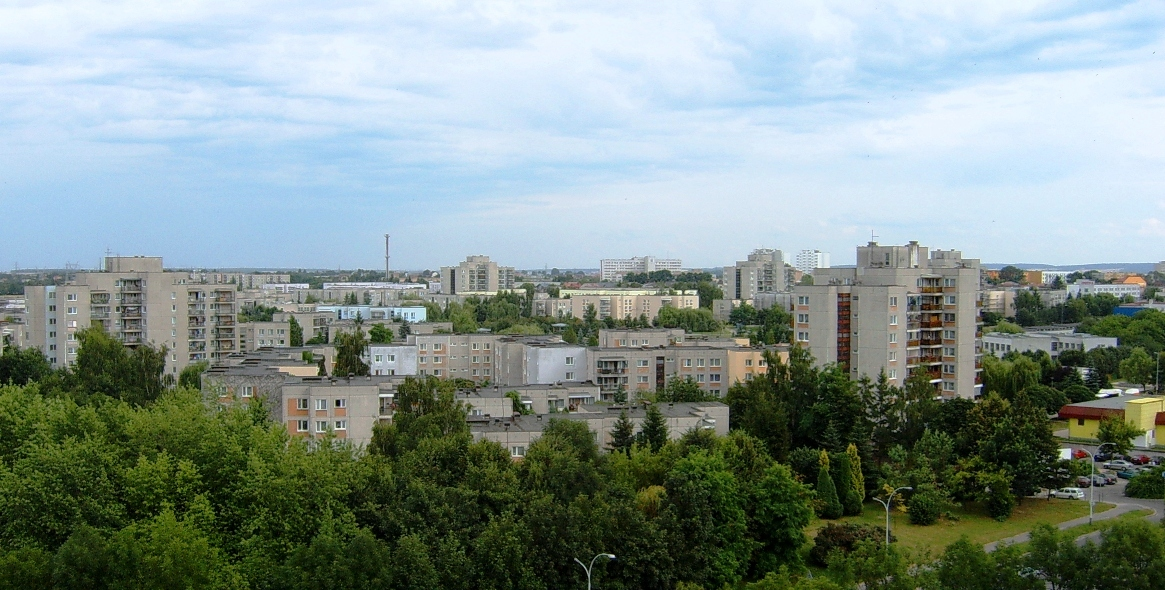
Osiedle Zamoyskiego; po prawej stronie tzw. „pomarańczowe"
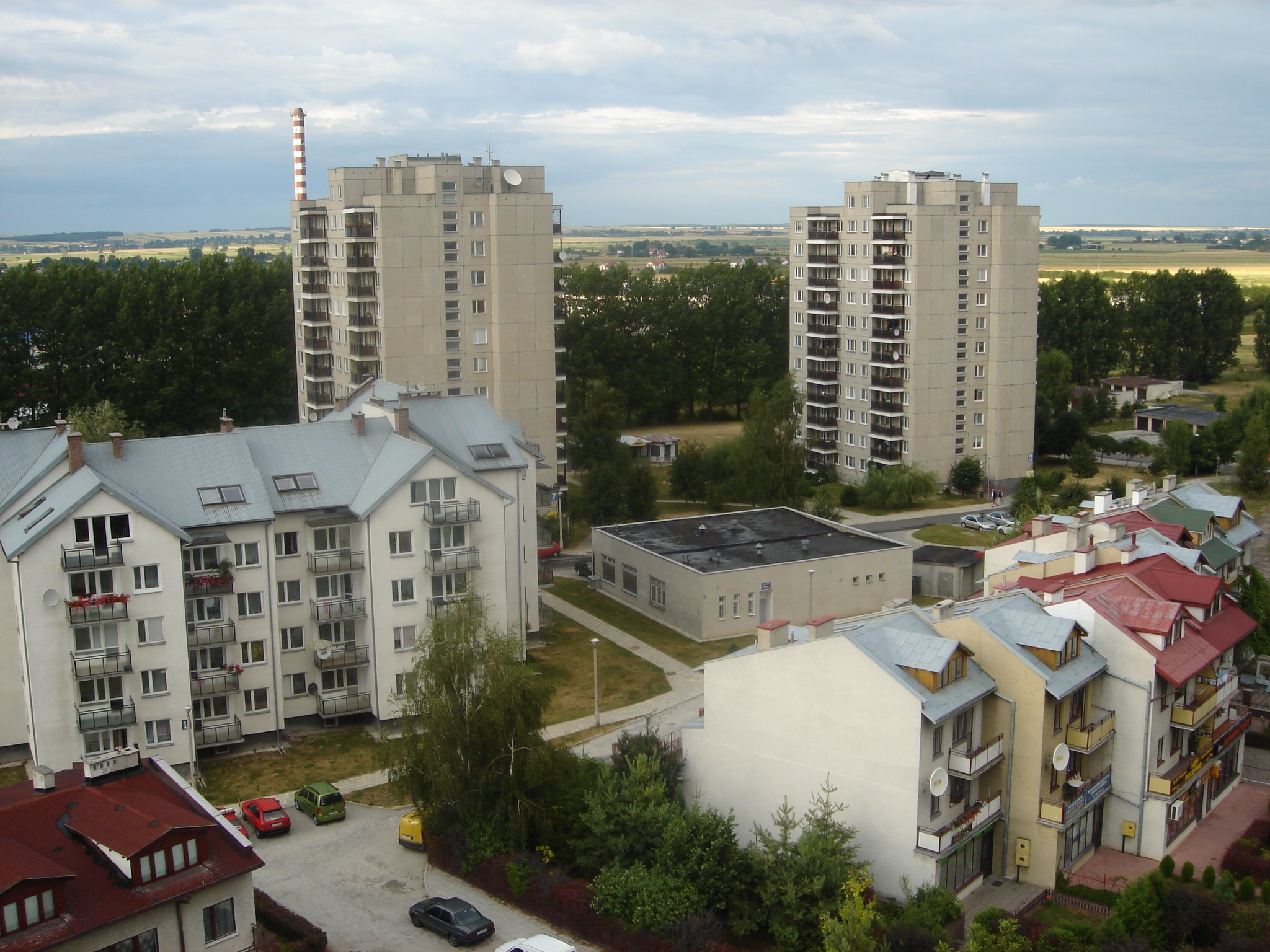
Osiedle Zakole
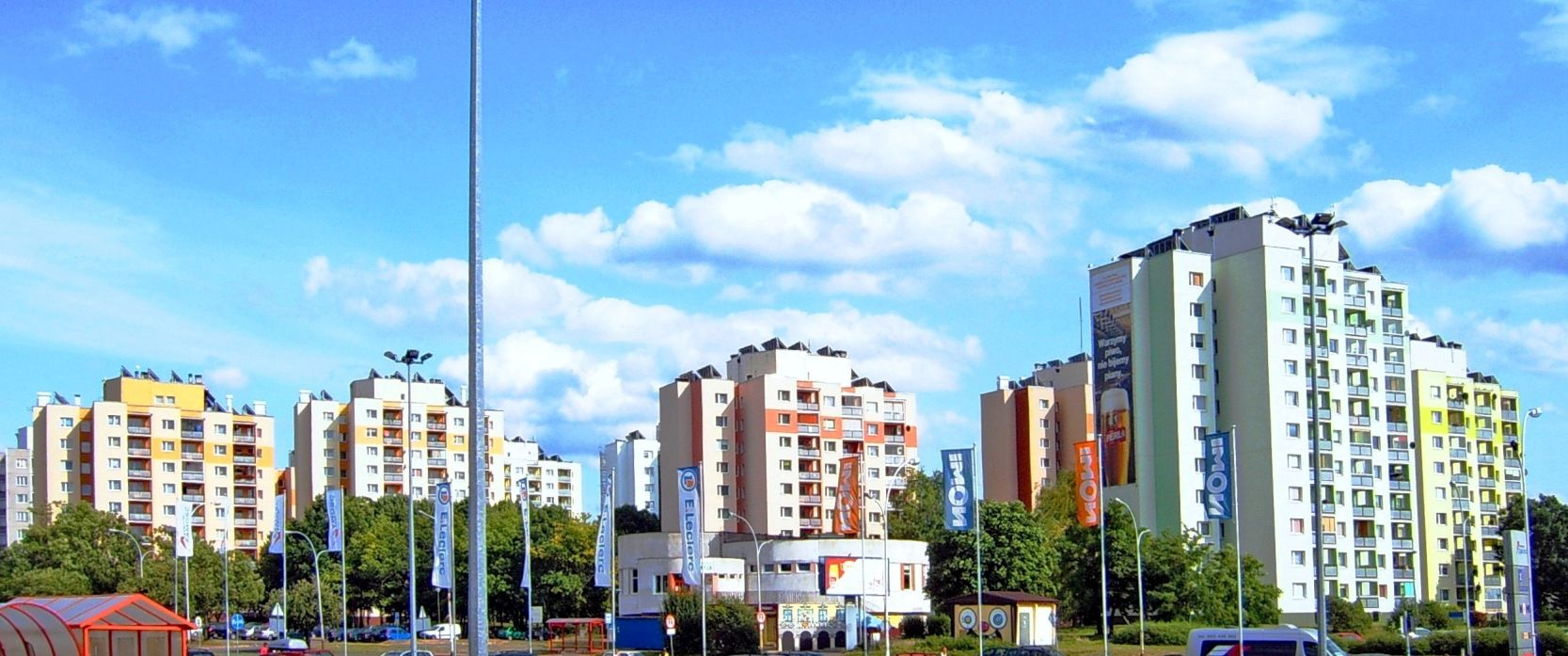
Osiedle Konopnickiej - wieżowce przy ul. S. Wyszyńskiego
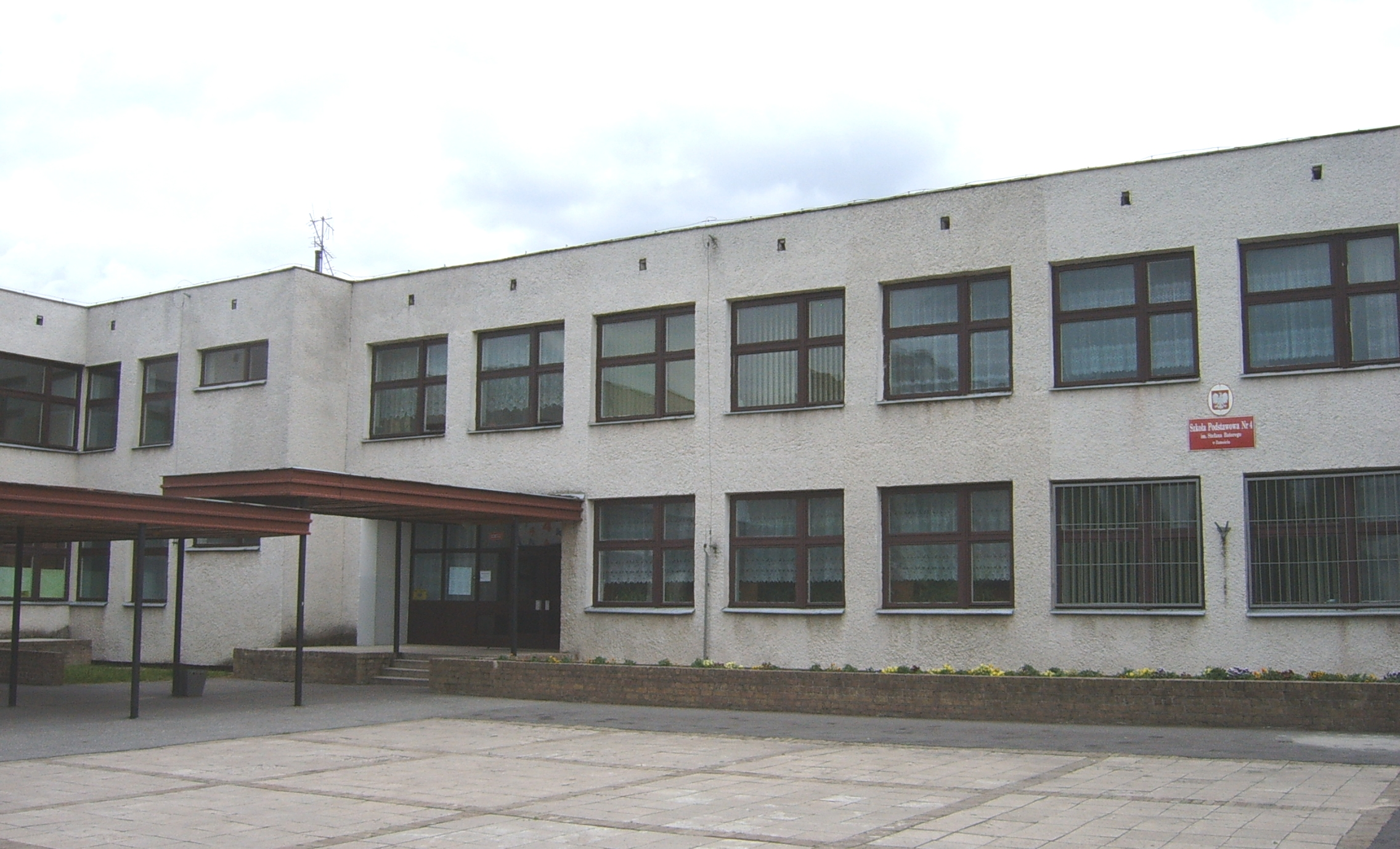
Szkoła Podstawowa nr 4 im. Stefana Batorego
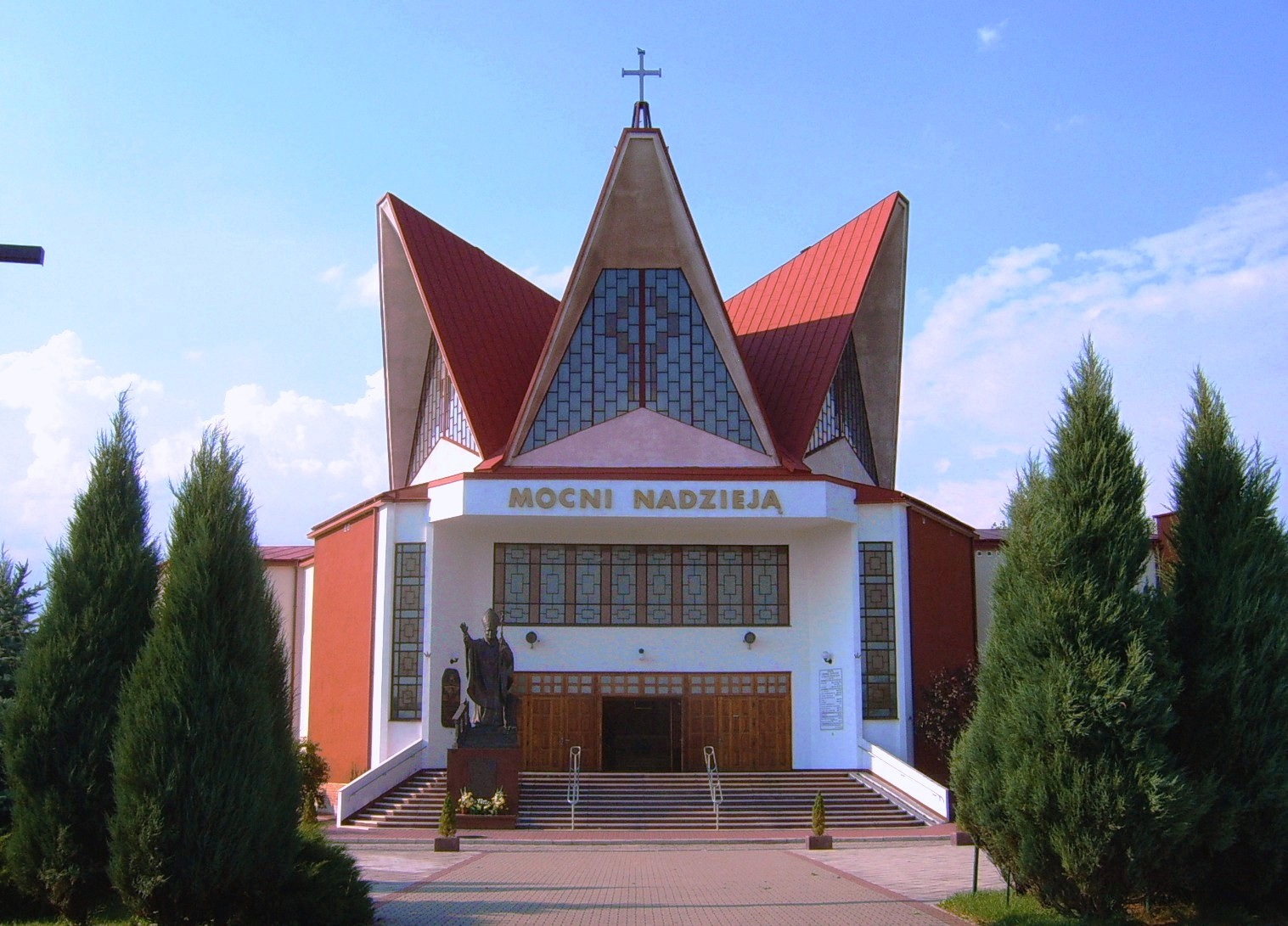
Kościół pw. Matki Bożej Królowej Polski
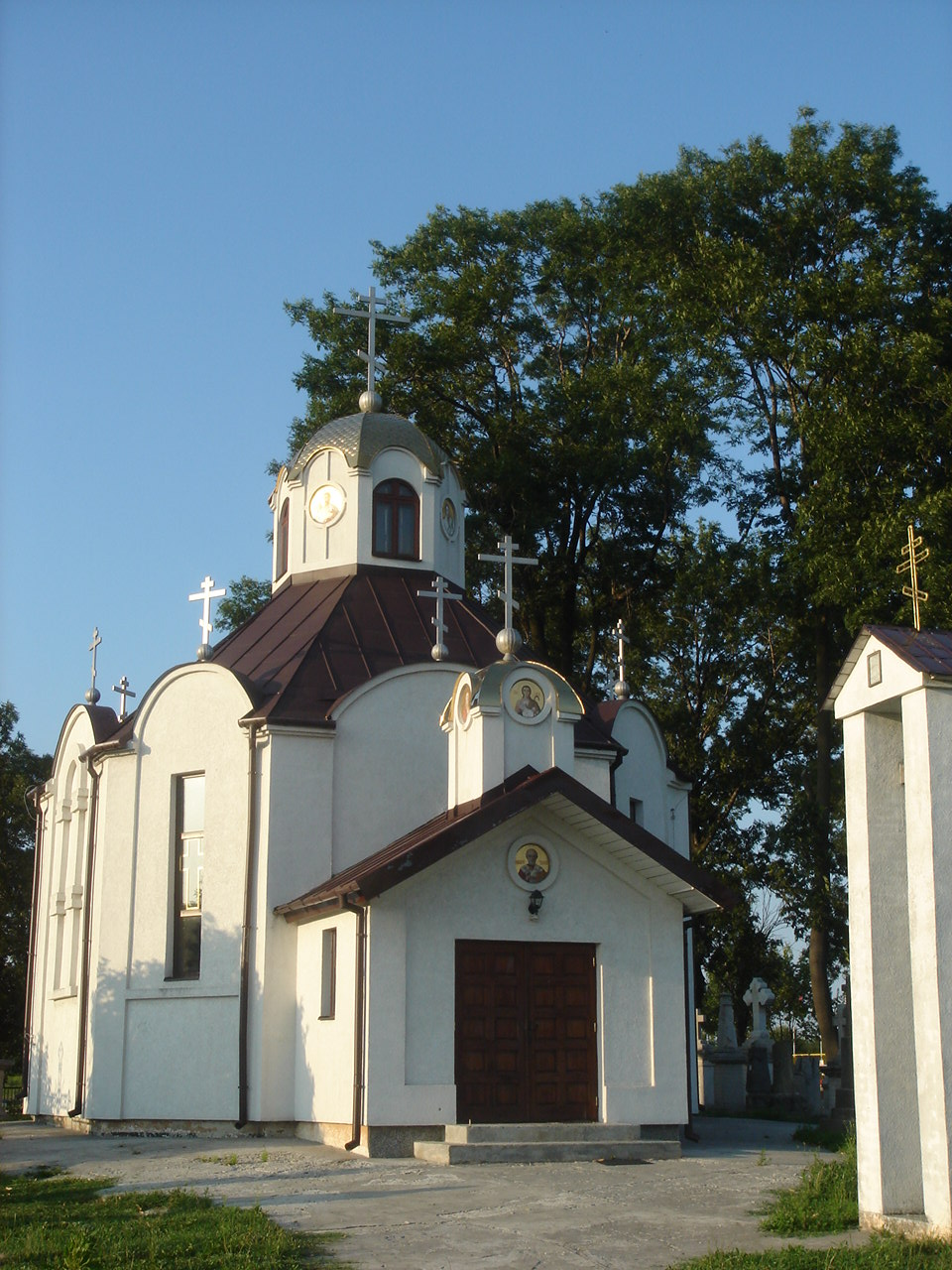
Niewielka cerkiew św. Mikołaja Cudotwórcy
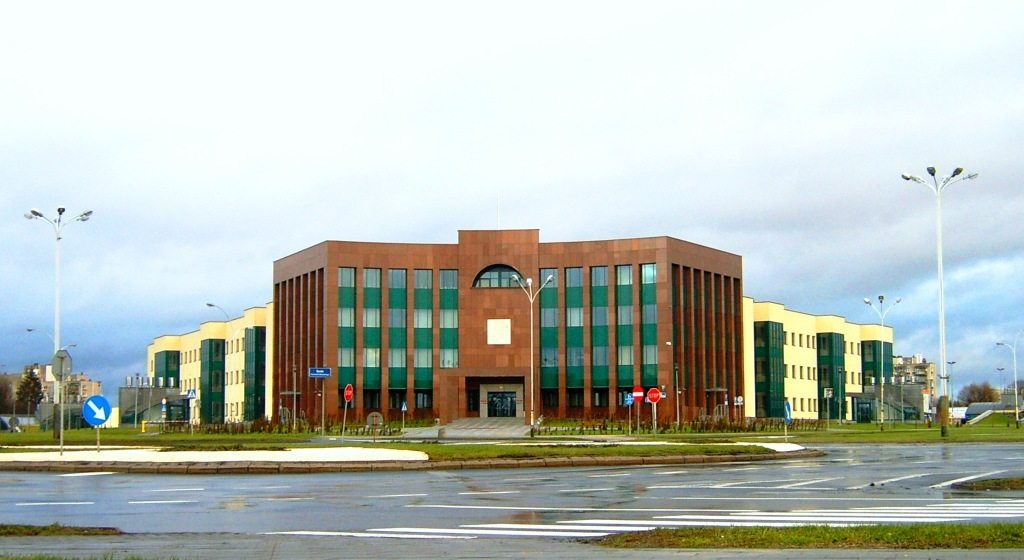
Sądy Rejonowy i Okręgowy